# Sameiro (Manteigas)
- Commons
- Commons
- Wikiquote
- Wikinotícias
- Wikcionário
- Wikivoyage

Sameiro é uma povoação portuguesa sede da Freguesia de Sameiro do Município de Manteigas, freguesia com 21,04 km² de área e 274 habitantes (censo de 2021), tendo, por isso, uma densidade populacional de 13 hab./km².
Dista de Manteigas 6 km. Sendo sob o ponto de vista administrativo, a terceira freguesia, por área, das quatro que formam o município: Sta Maria, São Pedro, Sameiro e Vale de Amoreira.
Sameiro pertence à rede de Aldeias de Montanha.

## Toponímia
Uma antiga versão popular em que a tradição se confunde com a lenda e a ficção, faz derivar o nome de Sameiro do facto em eras passadas, uma devido á horda de invasores, que pretendeu subir pelo vale do Zêzere em missão de exploração de conquista, ter deparado, por alturas da “Figueira-brava”, com intransportável dificuldade, devido à barreira de passagem que os de cima lhe tinham feito, fazendo rolar enormes pedregulhos, o que obrigou os exploradores a desistir do prosseguimento da marcha.
Concluíram os invasores que, devido a tal barreira, ninguém já mais se teria atrevido a passar dali para cima, pelo que não deveria haver mais sítio povoado para o interior da serra, no que se enganavam redondamente.
Assim, julgando ser a última povoação que avia explorado, lhe terão posto o nome de “Povo Cimeiro”, donde terá derivado o nome de Sameiro.
Nesta área deteve a Ordem de Malta importantes bens. Razão pela qual o brasão de armas ostenta a cruz oitavada daquela importante e antiquíssima Ordem Religiosa e Militar.

## Demografia
A população registada nos censos foi:
| Distribuição da População por Grupos Etários | Distribuição da População por Grupos Etários | Distribuição da População por Grupos Etários | Distribuição da População por Grupos Etários | Distribuição da População por Grupos Etários |
| -------------------------------------------- | -------------------------------------------- | -------------------------------------------- | -------------------------------------------- | -------------------------------------------- |
| Ano                                          | 0-14 Anos                                    | 15-24 Anos                                   | 25-64 Anos                                   | > 65 Anos                                    |
| 2001                                         | 65                                           | 71                                           | 226                                          | 98                                           |
| 2011                                         | 25                                           | 38                                           | 171                                          | 109                                          |
| 2021                                         | 21                                           | 14                                           | 127                                          | 112                                          |

## Economia
As principais atividades económicas são a agricultura, pecuária, extracção e preparação de madeira, serralharia civil, construção civil e têxteis.

## Festas e Romarias
Santa Eufêmia (é o domingo a seguir ao dia 16 de setembro), São Nuno (Primeiro fim-de-semana de agosto) e São João (24 de junho ou fim-de-semana mais próximo).

## Património Cultural e Edificado
- Igreja Matriz
- Capela de Santa Eufêmia
- Cruzeiro
- Fonte de São João Batista
- Fragais dos Mouros.

## Locais de Interesse Turístico
Lugar da Cabeça da Azinha, Vale de Sameiro, Gorgolão, Relva da  Reboleira (Pista de Ski Sintética, Parque de Campismo, Praia Pluvial e  Parque de Merendas), Parque de Lazer e Recreio em Sameiro (Polidesportivo e Piscina).